# 楊鉁
楊鉁（1526年—？），字汝奇，直隸順德府邢臺縣人，民籍，明朝政治人物。

## 生平
嘉靖二十二年（1543年）癸卯科順天府鄉試第一百十二名舉人。嘉靖三十八年（1559年）中式己未科會試第二百二十二名，三甲第一百二十九名進士。

## 家族
曾祖楊昇；祖父楊槐；父楊賢，母沈氏；繼母張氏。慈侍下。兄杨铨、杨鑰（歲贡生）。弟杨鑑。